# Катастрофа R6D-1 на Гавайях
Катастрофа R6D-1 на Гавайях — крупная авиационная катастрофа, произошедшая во вторник 22 марта 1955 года на острове Оаху (Гавайские острова) и с участием Douglas R6D-1 Liftmaster ВМФ США. Всего погибли 66 человек, что делает данную авиакатастрофу крупнейшей в истории военно-морской авиации США и на территории Гавайев.

## Самолёт
Douglas R6D-1 Liftmaster с бортовым номером 131612 был выпущен в 1953 году и базировался на авиабазе Моффетт (40 миль южнее Сан-Франциско). Использующийся в военно-морских силах страны, этот самолёт по конструкции был аналогичен C-118 Liftmaster Военно-воздушных сил и гражданскому DC-6B.

## Катастрофа
R6D-1 военно-морской авиации США выполнял перелёт из Токио (Япония) на авиабазу Трэвис в штате Калифорния (США), а пилотировал его экипаж из 9 человек во главе с 35-летним лейтенант-коммандером Гарольдом М. О’Лири (англ. Harold M. O'Leary). Всего на борту находились 57 пассажиров из 28 штатов, включая 55 военных (17 — ВВС, 22 — армия, 12 — корпус Морской пехоты, 4 — ВМС), и 2 гражданских лиц — жена и трёхлетняя дочь одного из моряков. Перелёт до промежуточной посадки на авиабазе Хиккам на острове Оаху прошёл в нормальном режиме. 21 марта в 18:06 по местному времени самолёт вылетел из Хиккама и взял курс на Калифорнию. Но спустя 4 часа 20 минут экипаж через другой самолёт связался с аэродромом вылета и доложил, что у них проблемы с высокочастотным радиопередатчиком (для дальней связи), в связи с чем они возвращаются.
Заход на посадку происходил ранним утром во вторник 22 марта и выполнялся во время ливневого дождя. Одним из свидетелей стал часовой на складе боеприпасов, со слов которого, экипаж на подходе к аэродрому включил посадочные фары и увидел прямо перед собой гору. Пилоты сразу повернули вправо, но было уже поздно. В 02:03 (по другим данным — 02:16) местного времени в 15 милях (24 км) северо-западнее Гонолулу машина врезалась в южный склон горы Пали-Кеа (англ. Pali-Kea peak, высота 3098 футов или 944 метра) хребта Уоиана всего в 200 футах ниже вершины. При столкновении раздался мощный взрыв, хорошо слышимый даже в 5 милях, «словно взорвались 100 бочек с топливом». Плоскости крыла отделились, после чего фюзеляж рухнул в ущелье.
Красное зарево от возникшего пожара наблюдалось над островом в течение двух часов, при этом из-за сильного жара спасатели долго не могли подойти к месту падения. В катастрофе погибли все 66 человек на борту самолёта. На момент событий по масштабам эта авиационная катастрофа занимала первое место с участием DC-6 (в настоящее время — второе) и среди произошедших в 1955 году, второе среди произошедших на территории США (в настоящее время — 43-е). Также по состоянию на начало 2014 года это крупнейшая авиационная катастрофа в истории авиации военно-морских сил США и на территории Гавайских островов.

## Причины
Причиной катастрофы была названа ошибка экипажа, который при заходе на посадку отклонился на 8 миль (14 км) к северу от курса. То, что самолёт отклонился от курса и следует прямо на гору, пилоты поняли лишь в последний момент.